# Georgia en los Juegos Olímpicos de Los Ángeles 2028
Georgia participará en los Juegos Olímpicos de Los Ángeles 2028. Responsable del equipo olímpico es el Comité Nacional Olímpico Georgiano, así como las federaciones deportivas nacionales de cada deporte con participación.